# Burton Richter
Burton Richter (n. 22 martie 1931, New York City, New York, SUA – d. 18 iulie 2018, Palo Alto, California, SUA) a fost un fizician american, laureat al Premiului Nobel pentru Fizică în 1976, împreună cu Samuel Ting, pentru descoperirea independentă de către aceștia a particulei J/ψ.